# Rock ’n’ Roll Kids
Rock ’n’ Roll Kids – singel Paula Harringtona i Charliego McGettingana wydany w 1994 roku.
Singel został napisany i skomponowany przez Brendana Grahama. W 1994 roku utwór reprezentował Irlandię podczas 39. Konkursu Piosenki Eurowizji organizowanego w Dublinie, gdzie zwyciężył i zdobył łącznie 226 punktów, w tym maksymalną liczbę dwunastu punktów od Islandii, Chorwacji, Portugalii, Szwajcarii, Holandii, Niemiec, Norwegii oraz Rosji. Piosenka wyprzedziła o 60 punktów uplasowaną na drugim miejscu polską propozycję „To nie ja!” Edyty Górniak oraz o 98 punktów trzeci utwór „Wir geben ’ne Party” zespołu Mekado.
Piosenka dotarła do 42. miejsca listy przebojów Ultratop 50 Singles w Belgii oraz 30. pozycji zestawienia Mega Top 50 w Holandii.

## Lista utworów
CD single
1. „Rock ’n’ Roll Kids” – 3:26
2. „Rock ’n’ Roll Kids” (Acoustic Mix) – 3:26

## Notowania na listach przebojów
| Kraj     | Lista (1994)        | Najwyższe miejsce |
| -------- | ------------------- | ----------------- |
| Belgia   | Ultratop 50 Singles | 42                |
| Holandia | Mega Top 50         | 30                |